# Pra Ficar
Pra Ficar é o segundo álbum de estúdio do grupo brasileiro de samba Sem Compromisso, lançado em 1996 pelo selo independente Zimbabwe.

## Faixas
Lado A
1. Paz Enlouquecida (Marcelinho/Salgadinho/Papacaça/Zé Pretinho)
2. Jeito De Ser (Beto Muniz/Xixa)
3. Caso Perdido (Papacaça/Mito/Salgadinho)
4. Magia Do Amor (Marcelinho)
5. Dois Peixinhos (Ademir Fogaça/Leandro Lehart)
6. Pra Ficar (Chiquinho dos Santos)

Lado B
1. Gostoso Demais (Wagner Santos)
2. Alguma Coisa (Papacaça/Mito/Salgadinho)
3. Prisioneiros Do Prazer (Maurinho da Mazzei)
4. Minha Essência (Marcelinho)
5. Gabi Gabriela (Ademir Fogaça)
6. Pedaços (Nenê da Timba/Júnior/Rick)

Faixas bônus (CD)
1. Raro Prazer (Chiquinho dos Santos)
2. Ninho De Amor (Ademir Fogaça)

## Integrantes
- Marcão – violão
- Maurão – surdo
- Chiquinho – reco-reco
- Elton Pizzinha – tantã
- Zé Pretinho – repique de mão
- Dymy – percussão
- Fabinho – pandeiro
- Marcelinho – cavaco